# Câu lạc bộ bóng đá Sông Lam Nghệ An
Sông Lam Nghệ An FC é um time de futebol vietnamita que está situado na cidade de Nghe An e atualmente disputa a V-Liga, a primeira divisão do país. 